# Округ Рипли (Мисури)
Рипли (енгл. Ripley County) је округ у америчкој савезној држави Мисури.

## Демографија
По попису из 2010. године број становника је 14.100, што је 591 (4,4%) становника више него 2000. године.
| Група             | 2000.          | 2010.          |
| Белци             | 13.019 (96,4%) | 13.563 (96,2%) |
| Афроамериканци    | 6 (0,0%)       | 49 (0,3%)      |
| Азијати           | 30 (0,2%)      | 47 (0,3%)      |
| Хиспаноамериканци | 132 (1,0%)     | 142 (1,0%)     |
| Укупно            | 13.509         | 14.100         |